# الزياح (مناخة)

تعديل مصدري - تعديل

الزياح هي إحدى قرى عزلة بني مقاتل بمديرية مناخة التابعة لمحافظة صنعاء، بلغ تعداد سكانها 39 نسمة حسب تعداد اليمن لعام 2004.